# جنگل رودخانه‌ای

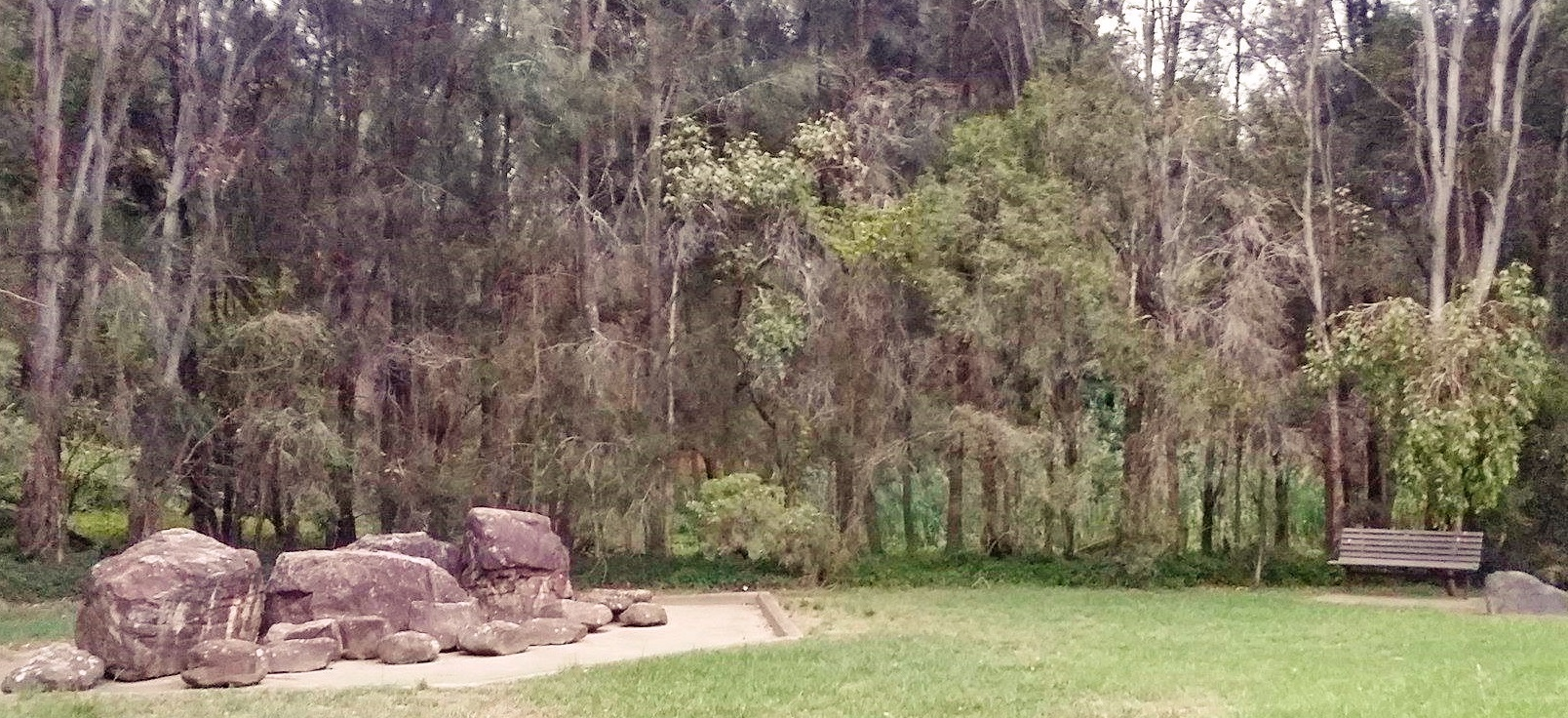
یک جنگل رودخانه‌ای خشک در غرب سیدنی

جنگل رودخانه‌ای (به انگلیسی: Riparian forest) یا درختزار رودخانه‌ای (Riparian woodland)، منطقه‌ای جنگلی یا جنگلی از زمین است که در مجاورت بدنه آبی مانند رودخانه، نهر، برکه، دریاچه، مرداب، خور، کانال، سینک یا مخزن سد قرار دارد.

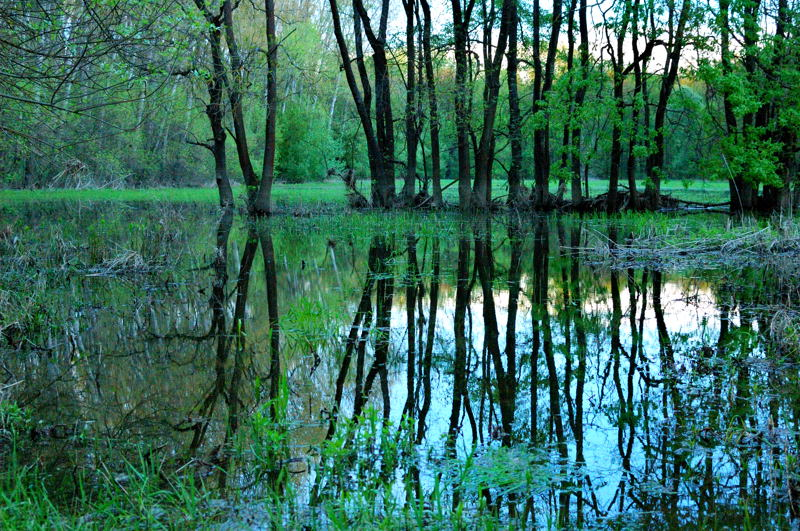
جنگل رودخانه‌ایی در منطقه چشم‌انداز حفاظت‌شده Záhorie در اسلواکی

## ویژگی‌ها

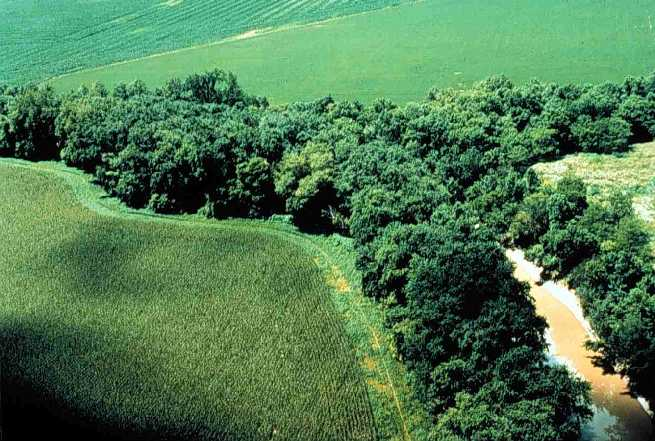
یک منطقه جنگلی رودخانه‌ای در امتداد شاخه‌ای به دریاچه ایری

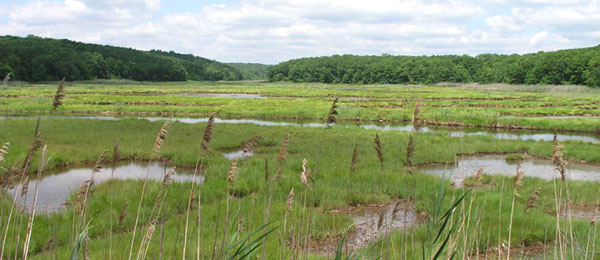
شورمرداب ساحلی اقیانوس اطلس

جنگل‌های رودخانه‌ای در معرض آبگرفتگی پیاپی هستند.
جنگل‌های ساحلی به کنترل رسوبات، کاهش اثرات مخرب سیلاب و کمک به تثبیت سواحل رودخانه‌ها کمک می‌کنند.
پهنه‌های رودخانه‌ای مناطق گذار بین یک محیط زمینی بلند و یک محیط آبی هستند. جانداران موجود در این منطقه با سیل‌های دوره‌ای سازگار هستند. بسیاری نه تنها آن را تحمل می‌کنند، بلکه برای حفظ سلامتی و تکمیل سبک زندگی خود به آن نیاز دارند.

## تهدیدها
تهدیدهای جنگل‌های رودخانه‌ای:
- به دلیل کیفیت خوب خاک برای مصارف کشاورزی پاکسازی شده‌است
- از نظر تاریخی، درختان به عنوان سوخت چوب برای کشتی‌های بخار، لوکوموتیوهای بخار و غیره استفاده می‌شدند
- توسعه شهری (مسکن، جاده، مراکز خرید و غیره)
- چرا
- معدن
- هیدرولوژی آشفته، مانند سدها و خاکریزها، که میزان و/یا دفعات سیل را کاهش می‌دهد.
- گونه‌های مهاجم